# Georg von Detten
Georg von Detten, né le 9 septembre 1887 à Hagen et mort assassiné le 1er juillet 1934  à Berlin, est un membre du NSDAP et un député au Reichstag.

## Biographie

### Jeunesse et Première Guerre mondiale
Georg von Detten est le quatrième et plus jeune enfant du conseiller du tribunal de district Georg von Detten (de) et de son épouse Maria (née le 19 avril 1853 à Osthof et morte le 10 novembre 1923 à Paderborn), née baronne von Morsey. Son frère aîné est le futur directeur ministériel Hermann von Detten (de).
Il étudie aux lycées de Paderborn, Brilon et Soest et passe finalement son examen de fin d'études à Duderstadt. Il étudie ensuite à l'école de guerre de Potsdam (de) et intègre le 13e régiment d'infanterie de l'armée prussienne à Münster. En mars 1914, Detten est transféré au 8e régiment de hussards (de) stationné au château de Neuhaus (de) près de Paderborn. Avec ce régiment, Detten prend part à la Première Guerre mondiale, combattant sur le front occidental jusqu'en 1918. Pendant la guerre, Detten suit une formation de pilote de chasse et est Rittmeister à la fin de la guerre.

### République de Weimar et période nationale-socialiste
Georg von Detten est élu le 5 mars 1933 comme membre du Reichstag, dans le canton électoral de Dresde. Il est aussi SA-Gruppenführer‚ Abteilungschef der Obersten SA-Führung (OSAF)  (chef de section du commandement suprême de la SA) et Chef aller SA-Kommissare en  Prusse.
Il est assassiné le 1er juillet 1934 à Berlin, au cours de la nuit des Longs Couteaux.